# Великов, Максим Константинович
Максим Константинович Великов (14 января 1982, Саратов) — российский хоккеист, защитник.

## Биография
Воспитанник саратовского хоккея. Начал карьеру в 1999 году в составе ЦСКА, за которых выступал до 2002 года, набрав за это время 4 (3+1) очка в 55 проведённых матчах. В середине сезона 2002/03 Великов стал игроком воскресенского «Химика», который выступал в Высшей лиге. Провёл 27 матчей, в которых не набрал ни одного очка, после чего принял предложение родного саратовского «Кристалла», в 82 матчах набрал 21 (12+9) очко. В середине сезона 2004/05 заключил соглашение с ХК МВД. В первом же сезоне вместе с командой завоевал право выступать в элитном российском дивизионе, а в сезоне 2009/10 ХК МВД клуб лишь в финале уступил «Ак Барсу» со счётом 3:4.
Всего в составе ХК МВД Великов провёл 315 матчей, в которых он набрал 74 (16+58) очка, однако сразу после серебряного сезона подмосковный клуб был расформирован, и Великов наряду с 16 своими одноклубниками подписал контракт с московским «Динамо». В своём дебютном сезоне Великов провёл 25 матчей, в которых набрал 6 (4+2) очков, после чего руководство клуба приняло решение продлить соглашение с игроком.
В следующем сезоне Великов по причине травмы принял участие лишь в 17 матчах «Динамо» и выиграл Кубок Гагарина.
Сын Максим также хоккеист.

## Достижения
- Финалист Кубка Гагарина 2010.
- Обладатель Кубка Гагарина 2012.
- Обладатель Кубка Гагарина 2013.

## Статистика
| Легенда | Легенда                    | Легенда | Легенда                   | Легенда | Легенда    |
| ------- | -------------------------- | ------- | ------------------------- | ------- | ---------- |
| И       | Количество проведённых игр | Штр     | Штрафное время            | +/−     | Плюс-минус |
| Г       | Голы                       | П       | Голевые передачи          | О       | Очки       |
| -       | Статистика неизвестна      | —       | Статистика не учитывалась |         |            |

### Клубная карьера
- a В этом сезоне в «плей-офф» учитывается статистика игрока в Кубке Надежды.